# Pseudopaludinella leneumicra
Pseudopaludinella leneumicra is een slakkensoort uit de familie van de Hydrobiidae. De wetenschappelijke naam van de soort is voor het eerst geldig gepubliceerd in 1876 door Bourguignat.